# Zesgehuchten
Zesgehuchten is een voormalige gemeente in Noord-Brabant. Het grondgebied behoorde tot 1810 tot de Heerlijkheid Heeze, Leende en Zesgehuchten. Het bestond uit de zes gehuchten Hoog Geldrop, Hulst, Hout, Riel, Gijzenrooi en Genoenhuis. Behalve het agrarisch gebied tussen Geldrop en Eindhoven, bekend als Gijzenrooise Zegge, lag ook een deel van de Groote Heide met de Aalsterhut binnen de gemeente. In 1921 werd de gemeente bij Geldrop gevoegd. Het westelijk deel van het grondgebied werd in 1972 bij Eindhoven gevoegd, inclusief de gehuchten Riel en Putten, en de in 1930 gebouwde wijk Tivoli, toch al grenzend aan Stratum. In ruil daarvoor kreeg Geldrop het deel van de Leenderheide begrensd door de autosnelwegen A67 en A2.
Met Zesgehuchten wordt meestal de bebouwing van Geldrop bedoeld ten westen van de spoorlijn Eindhoven - Weert.
(Die omvat Hoog Geldrop en Genoenhuis, maar niet Hulst en Hout, die ten oosten van het spoor liggen, en ook niet Riel en Gijzenrooi, die nog niet door de bebouwing zijn bereikt.) Door de spoorweg bleef Zesgehuchten wat afgescheiden van de rest van de gemeente Geldrop; iets wat door de inwoners ook als zodanig werd ervaren.